# Aeroclube do Espírito Santo
O Aeroclube de João Monteiro, localizado em Vila Velha, Espírito Santo, é um dos mais antigos aeroclubes do Brasil.

## História
O aeroclube foi fundado em 7 de maio de 1939, com sede no centro de Vitória, durante a 2ª Guerra Mundial, por um pequeno grupo de jovens, entusiastas da aviação. E durante a Guerra, em 1942, o aeroclube formou a sua 1ª turma de pilotos, já instalado no maior hangar do Aeroporto de Vitória, cedido pela empresa aérea Syndicato Condor.
Em 1956, foi transferido para o bairro da Glória, em Vila Velha, sua 1ª sede própria, onde permaneceu até 1984 quando se instalou na Barra do Jucu, numa área de 245.000 m2. Sua pista de pouso é asfaltada, com 962 metros de cumprimento por 18 metros de largura. O Aeroclube do Espírito Santo é uma associação civil sem fins lucrativos, cujos objetivos institucionais são o ensino e a prática da aviação civil em todas as suas modalidades.
Há mais de 70 anos o Aeroclube do Espírito Santo atua na educação profissional de aeronautas para a aviação civil brasileira. Desde 1998, ministra o curso de comissário de voo e em 2009 recebeu a homologação da Agência Nacional de Aviação Civil (ANAC) para o curso de Mecânico de Manutenção Aeronáutica, o 1º do Estado do Espírito Santo.
Ex-alunos são hoje comandantes, pilotos e comissários nas principais empresas aéreas nacionais e estrangeiras.
O aeroclube possui aeronaves próprias como o Cessna 172  e o Cessna 152  além de dois Paulistinhas P-56 e um Piper Cub (que não se encontram em atividade), dois Aero Boero AB-115 e um Tupi EMB-712, cedidos pelo Governo Federal.

## Cursos
O Aeroclube de João Monteiro oferece durante todo o ano cursos teóricos e práticos nas áreas de:
- Piloto Privado
- Piloto Comercial / IFR
- Multi
- Comissário
- Mecânico de Manutenção Aeronáutica

## Lazer
O aeroclube disponibiliza diversas opções de lazer: voos panorâmicos sobre a Grande Vitória e atividades aerodesportivas como planadores e paraquedismo.